# Ккачхи турумаги
Ккачхи турумаги — детское разноцветное пальто, традиционная корейская одежда, которое надевали на Соллаль — корейский Новый год по лунному календарю. Его носили в основном маленькие мальчики, и само название буквально означает «пальто сороки». Одежда также называется обанъджанъ турумаги, что обозначает «пальто пяти направлений». Его надевали поверх чогори (жакет) и чокки (жилетка), в то время как поверх самого ккачхи турумаги могли надеть чонбок (длинная жилетка). Ккачхи турумаги также носили вместе с головным убором, с таким как поккон (остроконечная тряпичная шляпа)), хогон для маленьких мальчиков или кулле (украшенный головной убор) для маленьких девочек.

## Происхождение названия и цвет
Название одежды состоит из двух корейских слов: ккачхи, корейская сорока и турумаги — тип пальто. День после Соллаля назывался «Ккачхи соллаль» (Новый год ккачхи). Пальто было названо в честь птицы, так как дети очень жаждали скорого наступления ярких праздничных дней.
Ккачхи турумаги также ещё называют обанъджанъ турумаги, так как оно состоит из пяти цветов, представляющих пять разных направлений (обанъ): восток (синий), запад (белый), юг (красный), север (чёрный), центр (жёлтый). Концепция основывается на Восточной философии.
Соп (섶) — лента на верхней поле одежды, жёлтая, а киль (길) — полы ккачхи турумаги, сделаны из жёлто-зелёной ткани. Рукава и полы ккачхи турумаги мальчиков по краю обшивают синим кантом, который называется кит (깃), синего цвета также корым (고름 — лента на груди), тольтти (돌띠 — пояс с вышивкой), а красный цвет используется для «му» (무 — вставных клиньев). У ккачхи турумаги для девочек кит, корым и тольти красного и розового цветов, а му — тёмно-синего. Рукава сделаны из двух полосок ткани. Внешняя поверхность одежды сделана из желтовато-зелёной ткани или ткани сэктонъ (цветные полоски), а что внутренняя сторона — розового цвета.
В старые времена ккачхи турумаги носили как сольбим (설빔) — новую одежду и обувь для Нового года, хотя в наши дни ккачхи турумаги используют на праздновании тольджанчхи — первого дня рождения ребёнка.